# Chalou-Moulineux
Chalou-Moulineux är en kommun i departementet Essonne i regionen Île-de-France i norra Frankrike. Kommunen ligger i kantonen Méréville som tillhör arrondissementet Étampes. År 2022 hade Chalou-Moulineux 380 invånare.

## Befolkningsutveckling
Antalet invånare i kommunen Chalou-Moulineux
| Referens: INSEE |